# Gescher
Gescher este un oraș din landul Renania de Nord-Westfalia, Germania.
În localitate funcționează o turnătorie de clopote. Din 1980 în localitate funcționează un muzeu al clopotelor (Glockenmuseum) cu peste 1000 de exponate, de la clopote de biserică, ce cântăresc mai multe tone, la clopote de navă, clopote pentru vaci și terminând cu clopoței pentru recepția hotelurilor. La 8 iulie 2013, localitatea a primit supranumele „orașul clopotelor” (Glockenstadt).